# Gagrellula giltayi
Gagrellula giltayi is een hooiwagen uit de familie Sclerosomatidae.